# Storia di Imbersago
Non sono noti rinvenimenti archeologici per il territorio di Imbersago. Nel territorio circostante sono note tuttavia frequentazioni umane a partire dal Paleolitico medio. Nella zona a insediamenti su palafitte subentrarono i Celti, sottomessi a loro volta dai Romani.
Dopo la caduta dell'Impero romano d'Occidente la toponomastica attesta nella zona circostante la presenza longobarda (Cernusco Lombardone, da Cixinuscolo Longobardorum e Lomagna, da Lemania, evoluzione di Alemania e Arimannia).
- 920 circa - Il conte Gerardo di Lecco concede il territorio ai discendenti dei Caltignaga
- 958 - Il territorio è in possesso dei figli di Ildeprando (Ratburno, Ademaro e Riccardo), e dei figli di Adamo di Caltignaga (Riccardo, Ildeprando, Risbaldo, Enghelberto ed una figlia)
- anno incerto - La figlia cede la sua parte ad Aimone, conte di Vercelli
- anno incerto - Bertrada, figlia di Enghelberto, cede una parte al figlio Liutfredo, che poi diverrà vescovo di Tortona
- 997 - Liutfredo ne dona la metà ad Ottone III
- 998 - Liutfredo dona l'altra metà ad Ottone duca di Carinzia
- anno incerto - Una figlia di Risbaldo cede la propria quota al marito Riprando, in quel periodo conte di Piacenza
- 1001 - Ottone III cede la sua parte al Monastero di San Salvatore di Pavia
- anno incerto - I discendenti di Aimone e Riprando barattano la loro parte con i signori di Imbersago ed Ornago.

Secondo Guasco di Bisio, autore ai primi del Novecento di un Dizionario feudale degli antichi Stati Sardi e della Lombardia i signori di Caltignaga, discendenti dal visconte Gherardo di Vienne, ebbero in concessione nel 920 dal conte Gerardo di Lecco i territori lungo il fiume Adda, comprendenti anche Imbersago: la famiglia dei Caltignaga si sarebbe suddivisa in due rami, di cui quello che comandò ad Imbersago discendeva da Adamo da Caltignaga. Dopo qualche passaggio di proprietà Imbersago finì nelle mani di tre fratelli figli di Ildeprando: Ratburno, Ademaro e Riccardo. Secondo Guasco fu da questo ramo che discesero i signori di Imbersago ed Ornago. Nella tabella a destra del testo si può osservare la cronologia degli eventi proposta da Guasco di Bisio. La discendenza dei signori di Imbersago dai nobili di Caltignaga è suffragata da Giancarlo Andenna.
Imbersago è citata per la prima volta in un documento del 975 come vico Ambeciago, con residenti di nazionalità longobarda. Nel 988 un certo Ghisalberto, signore di Imbersago fa da testimone ad un atto di permuta concluso nel 988 da Ermengarda, sposa del conte di Verona, sua parente e sorella del conte Attone di Lecco: Longoni, pp. 64-65. Secondo Giovanni Dozio la famiglia di Giselberto da Imbersago potrebbe essere la stessa a cui nel secolo seguente venne assegnato il titolo di capitani o valvassori di Imbersago. Ghisalberto ebbe due figli, Dedila (sposata a Guglielmo da Palosco) e Odelberto, che successe al padre nel comando di Imbersago. In quest'epoca non si trattava di un vero e proprio centro abitato, ma di una serie di possedimenti, che sotto l'imperatore Ottone I si trovavano controllati dal vescovo di Milano.
Intorno all'anno 1000 Imbersago si doveva presentare dunque come un insieme di residenze fortificate, a controllo del traffico sul fiume Adda, dipendenti dalla famiglia dei Capitanei di Vimercate, che controllavano il castello di Brivio. In seguito una perdita di importanza di Imbersago è confermata dalla mancanza del paese tra i traversagium, ovvero tra i passaggi sull'Adda per cui il comune di Milano richiedeva un pedaggio.
Gli Airoldi, domini de Robiate nel XII secolo, furono sostenitori dei Visconti, soprattutto durante il conflitto con i Torriani nel XIII secolo del 1279 la battaglia era arrivata fino al castello di Brivio. A questo periodo risale la chiesa di San Paolo (XIII secolo) e la torre conservata nel centro del paese, e parte di un'antica fortificazione, è fatta risalire al XIV secolo.
Nel 1348 il prontuario del comune di Milano con l'elenco dei contributi in braccia per la manutenzione delle principali strade della Brianza attesta che il comune di Imbersago aveva un peso rilevante nel circondario, e che le località di Sartirana, Cassina e Cazzulino erano ancora entità indipendenti.
A partire dal 1385 il contado vedeva contrapporsi gli Annoni ed i Vimercati (guelfi) ai Mari ed agli Airoldi (ghibellini)
Nel 1408 il "castellazzo" di Imbersago era in possesso dei Mauri di Cormeno. Sotto i Visconti troviamo come signori del paese nella Matricola delle nobili famiglie milanesi i nobiles de Imbersago scilicet capitanei.
Il 16 marzo 1443 il console di Imbersago, in seguito ad una riunione dei capi-famiglia, fece redigere ad un notaio meratese un documento in cui ci si accordava sul metodo da seguire per il censimento delle proprietà. Nel 1449 gli Airoldi, associati a Robbiate e ad Imbersago furono invitati a prestare giuramento di fedeltà al comune di Milano in opposizione a Francesco Sforza. Come sostenitori dello Sforza, dopo la sua presa di potere ebbero diversi benefici e questi rispose positivamente, riconfermando i benefici già accordati prima di lui, ed estendendoli fino a comprendere anche Imbersago. Sotto il dominio degli Sforza Imbersago fece parte del vicariato del Monte di Brianza
Il fatto di abitare sul confine con la Serenissima favoriva un certo contrabbando in paese, nonostante l'embargo imposto dal ducato, tanto che lo stesso Sforza minacciò di abrogare i benefici fiscali in caso di reiterazione del reato (13 febbraio 1451).
Nel dicembre del 1435 alcuni comuni della zona si unirono per nominare un esperto che oggi chiameremmo commercialista, con il compito di difenderli dall'esosità del fisco. Il nome del consorzio fu Università del Colle di Brianza (università nel senso di unione). Ben presto il Vicario di nomina ducale divenne un titolo ad elezione diretta tra gli anziani del luogo. Il consorzio ebbe uno stupefacente sviluppo civico, portando alla nascita dei figure professionali, esperti in ogni settore della vita sociale. Nel 1485 nacque la Banca del Monte di Brianza; in realtà si trattava di una tesoreria che però già faceva prestiti ad interesse. In questo periodo Imbersago viveva grazie ad alcune produzioni locali: tessuti in lana, vino e cereali, oltre alle solite agricoltura e pesca.
Per quanto socialmente encomiabile, l'università non sopravvisse molto dopo la caduta del ducato, l'invasione francese del 1499 ed il successivo dominio spagnolo. Tra il 1530 ed il 1540 il ducato venne diviso in feudi. Il catasto che aveva fatto litigare per decenni gli imbersaghesi venne rivisto nell'Estimo di Carlo V, di cui è stata ritrovata la copia riguardante Imbesrago. Questo documento rappresenta anche il più antico censimento di Imbersago, e si può notare come la percentuale di Vimercati ed Airoldi sia drasticamente diminuita nell'ultimo secolo.

## Storia

### Il declino delle torri
Con la fine del Medioevo i castelli locali finirono in rovina. Nonostante tutti gli sforzi il Ducato di Milano stava cadendo, e questo era dimostrato dalla presenza nel Meratese di 3000 lanzichenecchi. La severità del dominio straniero costrinse gli abitanti di Imbersago ad arrangiarsi, ristabilendo il traffico illegale sull'Adda che aveva già fatto disperare i dominatori precedenti. Ben prima che Renzo Tramaglino tenti la traversata dell'Adda, gli abitanti locali si dedicavano al contrabbando ed al trasporto di persone da una sponda all'altra.

### Il tempo di San Carlo
Nel XVI secolo San Carlo Borromeo iniziò a spedire emissari in tutta la regione per fare un inventario della situazione economico-religiosa. L'incaricato che raggiunse Imbersago trovò una situazione tutt'altro che pia. Registrò la presenza di gioco d'azzardo nei giorni festivi, e la susseguente fuga dalle funzioni religiose. Arrivò addirittura a minacciare Bernardo Micheloni, padrone della taverna in cui si giocava a zarra, di comminare una scomunica ed una multa di 10 scudi. Tutte le chiese del paese giacevano in pessime condizioni, soprattutto a causa della refrattarietà della popolazione a pagare di tasca propria i necessari interventi di manutenzione.
La prima visita di San Carlo ad Imbersago risale al 26 settembre 1571, dopo che i suoi inviati avevano redatto una dettagliata descrizione quattro anni prima. Dal rapporto si deduce che la chiesa di San Marcellino era piccola rispetto alla popolazione servita, ma tutto sommato completa. Vantava anche un sacrario, un campanile, e due altari.
Le funzioni in San Paolo erano celebrate da un certo Gregorio Nava, quasi quotidianamente. In questo caso la chiesa sembra messa in condizioni migliori, anche grazie ai Landriani che sostengono economicamente il curato.
Il visitatore chiude il rapporto segnalando una lista di lavori da fare. I lavori suggeriti per San Paolo non vennero svolti, mentre per San Marcellino il rettore fece tutto il possibile, pagando di tasca propria l'imbiancatura delle pareti, la rimozione delle predelle, e l'acquisto di paramenti.
Anche Imbersago si stava adattando ai rinnovamenti voluti da San Carlo. Nel suo viaggio il santo propagandava una maggiore attenzione del curato alle proprie anime, ed il rettore di Imbersago mise in atto un preciso censimento della popolazione che, oltre ai dati anagrafici, elencava i sacramenti ricevuti da ogni abitante. Questo censimento riporta la data del 6 dicembre 1571, e permette una conta di 510 abitanti, di cui 372 adulti, con il 68% di cresimati ed il 90% che partecipava alla comunione. Il fatto che il 27% della popolazione fosse considerata composta di fanciulli indica un'età media molto bassa.

### La dominazione spagnola
Il 9 aprile 1617 le apparizioni della Madonna portarono alla costruzione della cappella che, pochi anni dopo e grazie alle offerte raccolte, permisero la costruzione della chiesa dei Santi Marcellino e Pietro e del Santuario della Madonna del Bosco.
Durante la dominazione spagnola i nuovi invasori si accorsero della mancanza di fondi. Per ovviare al problema instaurarono il "prestito garantito": chi prestava denaro agli spagnoli ne riceveva in cambio, in garanzia, un terreno su cui aveva il diritto di far applicare la legge e di riscuotere i tributi, creandone anche di nuovi. Vista l'impossibilità del governo spagnolo di rifondere i debiti, questo prestito venne prorogato all'infinito, portando alla rinascita dei vecchi feudi.
Esiste un documento del 1653 con cui Imbersago riuscì a liberarsi del padrone del feudo, nonostante non risulti aver mai subito questo trattamento. Questo fatto è presto spiegato: nel 1536 Carlo V aveva concesso il feudo ai conti di Brivio; negli anni seguenti, per varie vicende finanziarie, il feudo passò in diverse mani finché, nel 1652, una grida dispose l'infeudamento di tutti i comuni liberi (tra cui c'era Imbersago). Il paese era libero perché, con molti terreni in mano ai Landriani ed ai loro successori, restavano poche terre da sfruttare. Gli imbersaghesi pagarono quindi al sovrano il riscatto, prima ancora che un signore ne prendesse possesso, sfruttando quindi uno sconto di un terzo sul prezzo. Gli abitanti temevano così tanto l'infeudazione che, dopo secoli passati a far soffrire gli esattori fiscali per spillare quattro soldi, pagarono tanto velocemente da stupire i funzionari incaricati della riscossione. In questo modo gli imbersaghesi si ritrovarono liberi senza, come fecero quasi tutti i comuni, dover aspettare l'arrivo degli austriaci.
In questo periodo le zone di confine sono calde, e spesso si verificano scontri che coinvolgono l'uso di armi illegali. Ad esempio è il caso dei bergamaschi che tentarono di sabotare i lavori di costruzione del Naviglio, che avrebbe portato anche alla chiusura dei mulini. Gli spagnoli, nei punti critici, affiancavano all'esercito le milizie locali. Anche tre imbersaghesi ebbero questo incarico.

### La peste
L'epidemia di peste che sconvolse il Nord Italia all'inizio del XVII secolo colpì anche questo territorio.
La presenza della peste ad Imbersago è testimoniata dalla presenza della cappella di San Carlo al Lazzaretto del 1717. Rifacendosi a Ragguagli sull'origine della peste del Tadini, Ignazio Cantù citava Imbersago come uno dei paesi meno colpiti, ma nonostante questo ebbe bisogno dei monatti.

### Echi della rivoluzione francese
Dopo anni di dominazione straniera, la popolazione e gli aristocratici avevano sviluppato un rapporto simbiotico al fine di difendersi dagli "estranei". Nel 1787 gli austriaci decisero che i luoghi religiosi, soprattutto i conventi, erano economicamente inutili, e ne decisero in buona parte la soppressione. Fu così anche per Imbersago che si vide chiudere d'ufficio il Consorzio del Suffragio.
La rivoluzione francese, ed in particolare la presa della Bastiglia, furono eventi che influenzarono con ritardo Imbersago. Per la precisione l'impatto fu l'entrata di Napoleone a Milano, il 14 maggio 1796.
Negli ultimi anni gli austriaci, proprio per combattere l'espansione francese, aveva potenziato la milizia sui confini, Imbersago compreso. Questa milizia venne soppiantata dall'esercito francese, ed anche ad Imbersago esplose l'avversione agli aristocratici tipica del riformismo transalpino.
Nel 1799 gli austriaci, aiutati dai russi, tentarono la riconquista della sponda occidentale dell'Adda. Il 25 aprile attaccarono Lecco, e pochi giorni dopo liberarono anche Imbersago stanziandosi presso Mombello, con i francesi arroccati invece a Verderio.
Nel 1838 scoppia un'epidemia di colera che raggiunge anche Imbersago, colpendo tredici uomini e cinque donne, di cui otto uomini e tre donne morirono (su una popolazione totale di 817 persone).

### Il Risorgimento
Appena in paese si seppe delle cinque giornate di Milano, i giovani della zona partirono per raggiungere la capitale. Parteciparono ad una prima battaglia a Monza, dove recuperarono le armi, per poi raggiungere Porta Comasina. Al ritorno da Milano i giovani fecero proselitismo alla rivolta, portando anche ad Imbersago l'opinione comune che il popolo non doveva dipendere dagli aristocratici.
Gli austriaci organizzavano la controffensiva ed il Comitato di Pubblica Difesa, in attesa dell'arrivo dell'esercito, comandò la mobilitazione di tutti gli uomini tra i 18 ed i 40 anni, nel tentativo di rallentare il nemico. In questo documento si elencano i paesi mobilitati, ed i luoghi che questi avrebbero dovuto raggiungere in marcia; si scopre così che Imbersago era ritornato un importante punto strategico dovendo ospitare la gente di Tradate, Missaglia, Angera, Cuvio ed Arezate. In ritirata dalla fallimentare battaglia di Custoza (1848), Giuseppe Mazzini e Giuseppe Garibaldi pernottarono ad Imbersago presso villa Albini in centro paese dove, a memoria, è ancora presente una lapide in marmo che lo ricorda.
Il colera che aveva colpito la zona nel ventennio precedente non accennava a cessare, ed anche nel 1855 si registrò un morto ad Imbersago. Per contribuire alla lotta di liberazione tutti i comuni dovettero concorrere economicamente. Imbersago fu costretto a contrarre un mutuo di 1500 lire, con un interesse del 5%.
Nel 1861 venne raggiunta l'Unità d'Italia, e venne nominato il primo consiglio comunale:
- Sindaco: Angelo Monti
- Assessori: Francesco Panzeri e Bartolomeo Rivolta
- Segretario: Luigi Panzeri

Nel 1872 venne istituito un servizio antincendio in cooperativa con i comuni vicini.

### Dall'Unità d'Italia alla prima guerra mondiale
Nel 1877 il paese guadagnò importanza grazie ad una privativa, ovvero una rivendita di beni di monopolio. Per la precisione si trattava di una tabaccheria. Nel 1885 l'epidemia di fillossera che stava devastando mezzo mondo arrivò anche ad Imbersago. A differenza di quanto fatto in altri luoghi, in cui la malattia venne combattuta tramite innesti nelle viti americane resistenti, i viticoltori di Imbersago si limitarono a chiedere lo stato di calamità, perdendo in questo modo tutti i vitigni del paese.
Nel 1886 venne approvato il progetto del Ponte di Paderno, terminato nel 1889, che avrebbe drasticamente ridotto l'importanza di Imbersago quale punto di attraversamento sull'Adda.
Nel 1898 arriva ad Imbersago l'energia elettrica, prodotta dalla centrale idroelettrica di Paderno d'Adda costruita poco prima dalla Edison. Approfittando di questa innovazione, l'industriale Gavazzi di Desio dichiarò l'intenzione di costruire in paese un filanda che avrebbe offerto un migliaio di posti di lavoro. Questa stessa filanda, ristrutturata negli anni novanta, ospita ora appartamenti residenziali.
Nel 1910 inizia la costruzione della prima scuola, l'asilo infantile. Il terreno è stato donato dal sindaco, il conte Tomaso Castelbarco, e la prima pietra venne posata dalla contessa Maria Castelbarco.

### Il Ventennio fascista
La crescita del "blocco" di destra, ed al suo interno del Partito Fascista, si vide anche nelle elezioni svoltesi ad Imbersago nel 1921.
Durante la seconda guerra mondiale ad Imbersago si era stabilito un gruppo di tedeschi. Verso la fine del conflitto il confine si avvicinava al paese, e con esso i bombardamenti. Imbersago non è mai stato colpito, visto che i bombardamenti, tra l'altro inefficaci, erano concentrati sul ponte di Paderno.

## La nobiltà imbersaghese

### Mombello
La proprietà di Mombello, in località Sabbione, ha subito numerosi passaggi di proprietà nella sua storia: dai Vimercati agli Airoldi, dai Riva Andreotti agli Orsini, ed infine ai Falcò ed ai Colonna, ultimi proprietari.
L'entrata principale è sul lato ovest, con stalle, cucine e case per la servitù. Il corpo principale è composto da saloni che mettono in mostra affreschi e, all'esterno, da un portico colonnato.
Le numerose modifiche apportate negli anni hanno modificato lo stile architettonico, rendendolo un miscuglio di stili diversi. È possibile che il corpo centrale sia stato costruito nel 1500 dagli Airoldi, e che i Riva Andreotti l'abbiano completamente ristrutturato nello stile settecentesco, ben espresso nel salone centrale.
Allo stesso periodo, il 1600, si può far risalire il giardino all'italiana, ma anche lui venne modificato in seguito.
Gli Orsini ('800) ampliarono stalle e dipendenze dislocate lungo i confini. I Falcò (fine '800) erano famosi collezionisti d'arte, e a loro si devono le opere d'arte presenti nei saloni, e lo stile barocchetto delle finiture.

### I Landriani
Secondo gli scritti ritrovati nella chiesa di San Paolo, i Landriani furono i primi signori venuti "da fuori", a differenza degli Airoldi di Robbiate o dei Capitanei di Vimercate. Per la precisione arrivavano da Milano, dove erano stati impegnati nella guerra al Barbarossa. Il loro arrivo è dovuto all'amicizia con i Visconti, e questo è dimostrato dal fatto che nel 1443 Aloisio Landriani era stato posto al comando di uno dei presidi sull'Adda. I Landriani acquistarono terreni all'inizio del XVI secolo, diventando grandi proprietari terrieri in paese.
Nel 1512 Tommaso Landriani mise le mani sul porto, acquistandolo da Giovan Angelo e Michele Airoldi, oltre ad un fabbricato sempre presso il molo. La Regia Maestà ed il Senato Milanese concessero ai Landriani il diritto di ripristinare il traghetto, con la conseguente riscossione del relativo pedaggio. La gestione del traghetto avrebbe dovuto prevedere, come è logico, un accordo con la comunità di Villa d'Adda, ma i rapporti tra le due sponde erano notevolmente peggiorati negli ultimi secoli. L'accordo venne raggiunto grazie a tariffe agevolate per gli abitanti del paese bergamasco, anche se molti altri preferirono continuare con la navigazione illegale.
Ad un certo punto la linea di successione dei Landriani non ebbe eredi maschi, ed il patrimonio venne diviso tra le due figlie Maria e Lodovica. Maria aveva sposato il conte Alberico Barbiano di Belgioioso che, nonostante fosse già un signore, divenne il principale proprietario terriero di Imbersago, dando il via alla stirpe dei Barbiano.

### I Barbiano di Belgioioso

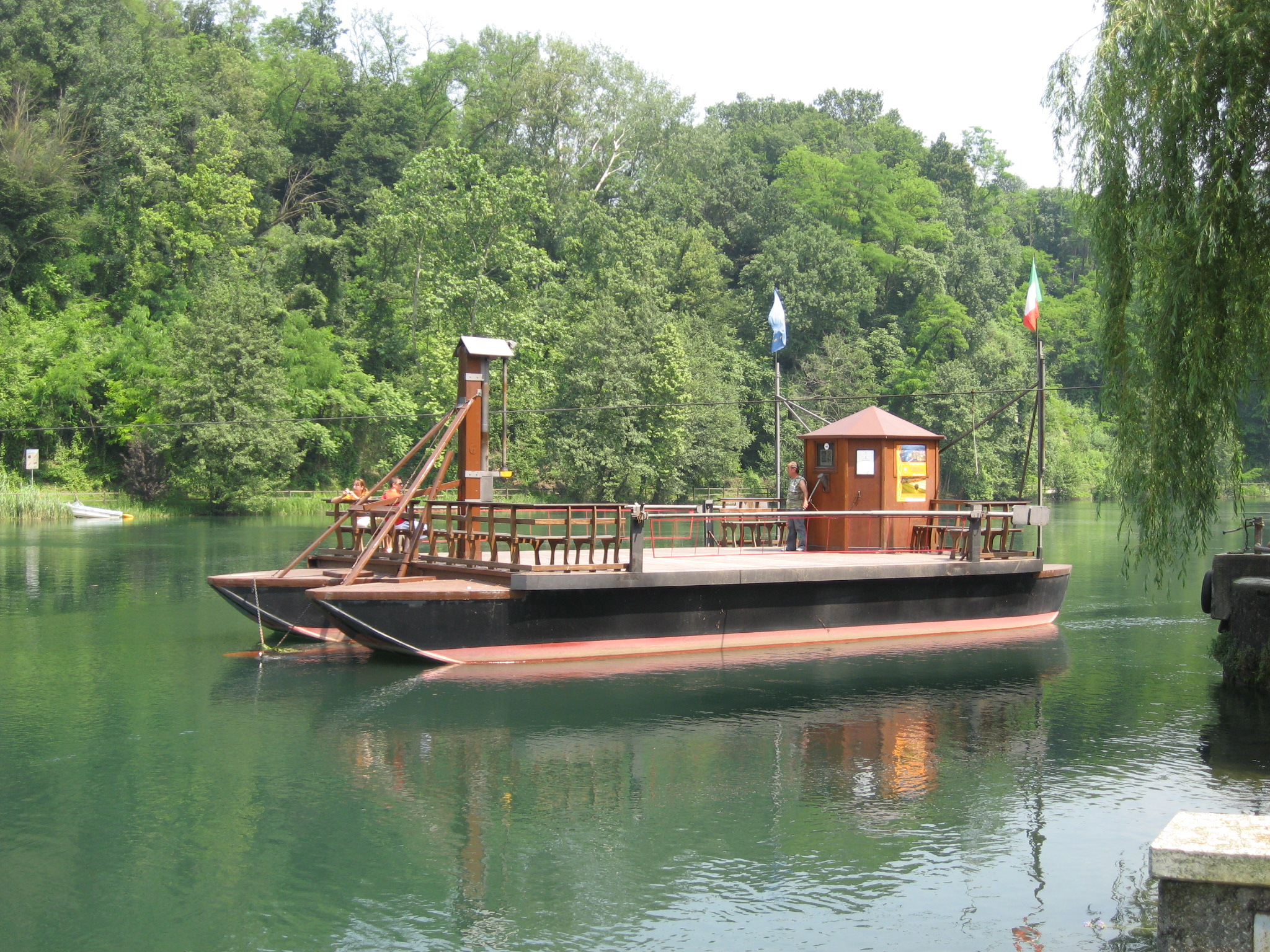
Il traghetto a mano, voluto da Alberico, è tuttora funzionante

Il conte Alberico, primo Barbiano di Imbersago, era originario di Barbiano di Romagna. La casa padronale in cui abitò viene descritta in un documento del 1755, quando i signori cittadini erano già diventati i Simonetta. In questo scritto si descrive una struttura simile ad una fattoria più che ad uno dei palazzi fastosi presenti in paese.
I Barbiano di Belgioioso ereditarono dai Landriani il diritto di sfruttamento del traghetto, e dovettero affrontare gli stessi problemi dei predecessori. La loro soluzione fu di migliorare il servizio, e qualche risultato lo raggiunsero. Le modifiche apportate si possono trovare in un documento del 1698. Venne espressamente vietata qualsiasi forma di trasporto fluviale diversa dal traghetto, venne promessa al gestore del traghetto (che l'aveva avuto in affitto) la costruzione di un ufficio nei pressi del molo, e vennero obbligati i viaggiatori ad aiutare il gestore nel carico-scarico merci.
Lo stesso conte Alberico fu il promotore della modernizzazione del sistema di trazione, introducendo il nuovo sistema a fune che divenne operativo nel 1678, grazie all'accordo con Villa d'Adda che, tra le altre cose, si impegnava a costruire il sostegno per i cavi.

### I Simonetta
Il controllo del paese passò di mano dai Barbiano ai Simonetta per linea di successione. Il già citato Alberico da Barbiano era il nonno materno di Antonio Simonetta. Prima di questo apparentamento, i Simonetta erano conti fin dal 1526, per decisione di Carlo V stesso. I Simonetta erano originari della Calabria, ma presero potere quanto Francesco Simonetta divenne prima segretario di Francesco Sforza, e poi, per qualche tempo, reggente di fatto del Ducato di Milano.
Dal catasto fatto redigere da Maria Teresa d'Austria nel 1761, si scopre che Antonio Simonetta possedeva la metà dei terreni cittadini. Un altro 30% apparteneva ai Riva Andreotti, altra famiglia potente proprietaria, tra l'altro, di villa Mombello.
Durante il loro padronato i Simonetta possedettero buona parte dell'abitato compresa, come i loro predecessori, la gestione del porto.
Nel 1678 Antonio Simonetta avanzò un esposto alla pubblica autorità per far rispettare l'accordo stipulato dal nonno Alberico. In particolare chiedeva la manutenzione del montacarichi che, date le pessime condizioni, impediva la salita e la discesa dal traghetto.

### I Castelbarco
La famiglia dei Castelbarco nacque in Trentino-Alto Adige, per poi approdare al Ducato di Mantova in qualità di amministratori per conto dell'imperatore Leopoldo I.
Presero il potere ad Imbersago quando il conte Antonio Simonetta rimase senza eredi maschi, decidendo di dare in moglie la figlia Francesca al conte Cesare Castelbarco. Essendo l'ultima delle nobili famiglie imbersaghesi, i Castelbarco hanno ereditato l'archivio di documenti degli aristocratici che li hanno preceduti. Questa collezione, la più completa raccolta di scritti storici su Imbersago, si trova oggi presso l'Archivio di Stato di Como.
Nel 1830 il conte Cesare Castelbarco, primo Castelbarco a governare su Imbersago, fece costruire il parco, dando lavoro ai cittadini locali. Lo stesso conte si premurò di finanziare la scalinata santa del Santuario del paese. Al 1830-40 si può far risalire un documento non datato in cui i Riva di Robbiate, già proprietari di filande in quel paese, chiedevano a Cesare Castelbarco il prestito di un terreno per costruirne una ad Imbersago, filanda che in effetti venne costruita.
Un documento del 1847 elenca tra le proprietà di famiglia la Garavesa (tre case), Pisciola (tre), il Porto (una), Sabbione (una), la Vedana (una), la Selva (una), il Monte Ferraio (una) ed il Precasate (una).
Il conte Cesare fu il primo a dover fronteggiare una borghesia crescente, rappresentata da Giuseppe Albini. Albini era un rinomato collezionista d'arte, e Deputato Politico degli austriaci (carica che in seguito abbandonò volontariamente). La controversia che lo vide opporsi al Castelbarco riguardava una stanga posta da quest'ultimo al Precasate, e che impediva all'Albini l'accesso ad una sua cava di sabbia. Il compromesso che ne scaturì indebolì leggermente in paese la figura dei Castelbarco.
Durante la dominazione austriaca e quella francese, gli edifici religiosi vennero chiusi con la forza perché ritenutili inutili e, soprattutto, non economicamente convenienti. I conti Castelbarco si assunsero il patronato del Santuario della Madonna del Bosco, salvandolo così da una sicura chiusura.
La loro villa ha attraversato i secoli. Costruita dai Landriani è poi stata proprietà dei Belgioioso, dei Simonetta e dei Castelbarco. Il risultato è un complesso formato da stili architettonici completamente differenti. La villa è adiacente ad un grande parco mantenuto all'inglese. La stessa chiesa di San Paolo, anticamente, faceva parte della villa. Venne in seguito donata alla comunità.